# Camille Donat
Camille Donat (* 8. Oktober 1988 in Saint-Raphaël) ist eine französische Triathletin und Schwimmerin.

## Werdegang
In Frankreich trat Camille Donat 2010 in der Staatsmeisterschaftsserie für den Club Saint-Raphaël Triathlon an, in Schwimmbewerben startet sie für AMSL Frejus.
2009 hatte Camille Donat jedoch in der Clubmeisterschaftsserie Lyonnaise des Eaux den Verein TCG 79 Parthenay vertreten (Paris: 24., La Baule: 37.), für den sie auch 2011 wieder in der Clubmeisterschaftsserie Lyonnaise des Eaux angetreten ist.
2009 gewann sie die Silbermedaille beim Alpe-d'Huez-Triathlon.
Daneben gewann Donat Medaillen bei verschiedenen nur regional bedeutsamen Triathlons: Bronze in Toulon (18. Mai 2008), Silber in Paris (21. Juni 2008) und Bronze in St. Raphael (26. April 2009).
Seit 2007 nimmt Camille Donat an den Staatsmeisterschaften teil: 2007 wurde sie 30., 2008 Zehnte, 2009 Elfte, 2010 Vierte und im Mai 2012 wurde sie auf Korsika Dritte bei der Französischen Meisterschaft auf der Triathlon-Langdistanz.
Im August 2014 gewann sie den Embrunman auf der Kurzdistanz.

### Ironman-Distanz seit 2017
Bei ihrem ersten Start auf der Ironman-Distanz (3,8 km Schwimmen, 180 km Radfahren und 42,2 km Laufen) wurde sie im Juli 2017 Vierte im Ironman France.
Beim Ironman Lanzarote im spanischen Puerto del Carmen war Donat im Mai 2018 die schnellste Schwimmerin und beendete das Rennen auf dem 18. Rang.
Camille Donat ist seit Juli 2018 mit dem britischen Triathleten Karl Shaw verheiratet und die beiden leben in Fréjus.

Seit 2018 tritt Camille Donat nicht mehr international in Erscheinung und sie gab im Mai 2019 in sozialen Medien ihre Schwangerschaft bekannt.

## Sportliche Erfolge
| Datum/Jahr    | Rang | Wettbewerb                                           | Austragungsort | Zeit     | Bemerkung                                                                     |
| ------------- | ---- | ---------------------------------------------------- | -------------- | -------- | ----------------------------------------------------------------------------- |
| 12. Juni 2016 | 4    | Ironman 70.3 Italy                                   | Pescara        | 04:49:46 |                                                                               |
| 8. Nov. 2015  | 6    | Ironman 70.3 Austin                                  | Austin         | 04:38:48 |                                                                               |
| 4. Okt. 2015  | 10   | FRA Short Distance Triathlon National Championships  | Frankreich     | 01:03:38 | Französische Staatsmeisterschaft                                              |
| 26. Juli 2015 | 2    | 5150 Marseille                                       | Marseille      | 02:12:00 | Zweite hinter Jeanne Collonge                                                 |
| 5. Juli 2015  | 4    | FRA Middle Distance Triathlon National Championships | Gravelines     | 04:48:10 | Staatsmeisterschaft auf der Mitteldistanz                                     |
| 10. Aug. 2014 | 1    | Embrunman                                            | Embrun         | 02:28:43 | Siegerin auf der Kurzdistanz                                                  |
| 27. Juli 2014 | 1    | 5150 Marseille                                       | Marseille      | 02:13:54 |                                                                               |
| 29. Sep. 2013 | 14   | FRA Triathlon National Championships                 | Nizza          | 01:07:46 |                                                                               |
| 1. Juli 2012  | DNF  | ITU Triathlon European Cup                           | Istanbul       | –        |                                                                               |
| 6. Mai 2012   | 11   | ITU Triathlon European Cup                           | Antalya        | 02:06:03 |                                                                               |
| 7. Apr. 2012  | 18   | ITU Sprint Triathlon African Cup                     | Larache        | 01:14:25 |                                                                               |
| 12. Juni 2011 | 4    | Ironman 70.3 Italy                                   | Pescara        | 04:58:49 | erster Start auf der halben Ironman-Distanz bei der Erstaustragung in Italien |
| 29. Juli 2010 | 7    | Triathlon EDF Alpe d’Huez                            | Alpe d’Huez    |          | zweitbeste französische Teilnehmerin auf der Kurzdistanz                      |
| 27. Juni 2010 | 16   | ETU Premium-Europacup                                | Brasschaat     | 02:01:05 |                                                                               |
| 9. Mai 2010   | 1    | Triathlon de Toulon                                  | Toulon         |          | [ 4 ]                                                                         |
| 30. Juli 2009 | 2    | Triathlon EDF Alpe d’Huez                            | Alpe d’Huez    | 02:18:10 | auf der Kurzdistanz                                                           |
| 28. Juni 2008 | 16   | ETU Premium-Europacup                                | Rijssen-Holten | 02:11:08 |                                                                               |

| Datum/Jahr    | Rang | Wettbewerb                                         | Austragungsort    | Zeit     | Bemerkung |
| ------------- | ---- | -------------------------------------------------- | ----------------- | -------- | --- |
| 26. Mai 2018  | 18   | Ironman Lanzarote                                  | Puerto del Carmen | 11:29:38 | schnellste Schwimmerin; Rang 8 bei den Profis                                                                                     |
| 23. Juli 2017 | 4    | Ironman France                                     | Nizza             | 10:29:22 | erster Ironman-Start |
| 19. Mai 2013  | 7    | FRA Long Distance Triathlon National Championships | Calvi             | 05:06:36 | |
| 19. Mai 2012  | 3    | FRA Long Distance Triathlon National Championships | Calvi             | 04:51:25 | Französische Meisterschaft auf der Langdistanz (3 km Schwimmen, 80 km Radfahren und 20 km Laufen) im Rahmen des Triathlon à Calvi |
| 2010          | 4    | FRA Long Distance Triathlon National Championships | Dijon             |          | |
| 2009          | 11   | FRA Long Distance Triathlon National Championships | Belfort           |          | |
| 2008          | 10   | FRA Long Distance Triathlon National Championships | Frankreich        |          | |
| 2007          | 30   | FRA Long Distance Triathlon National Championships | Gérardmer         |          | |

(DNF – Did Not Finish)